# Β-Arrestin
β-Arrestine sind Proteine, die zur Proteinfamilie der Arrestine gehören. Die beiden β-Arrestin-Isoformen β-Arrestin 1 (auch Arrestin 2) und β-Arrestin 2 (auch Arrestin 3) werden im Gegensatz zu den visuellen Arrestinen ubiquitär exprimiert und regulieren die Aktivität von G-Protein-gekoppelten Rezeptoren (GPCRs).
β-Arrestine verhindern die Interaktion von GPCRs mit G-Proteinen und führen so zur Desensitisierung der Rezeptoren. Außerdem initiiert die β-Arrestin-Bindung die Internalisierung von GPCRs und aktiviert G-Protein-unabhängige Signalwege von Src, ERK und Akt.
Der Name β-Arrestin kommt dadurch zustande, dass die Regulation von GPCRs durch β-Arrestine erstmals im Zusammenhang von β-Adrenozeptoren entdeckt wurde.

## Struktur der β-Arrestine
β-Arrestine bestehen aus zwei halbmondförmigen Domänen, der N- und C-Domäne, die jeweils von einem β-Sandwich gebildet werden. Verbunden sind die beiden Domänen durch einen zentralen Kamm aus flexibleren loops. Der C-Terminus des Arrestins ist im inaktiven Zustand an die N-Domäne gebunden.

## Interaktion mit G-Protein-gekoppelten Rezeptoren
β-Arrestine können an aktivierte und phosphorylierte GPCRs binden. Die Phosphorylierung geschieht im Allgemeinen durch G-Protein-gekoppelte Rezeptor-Kinasen. Diese Interaktion mit GPCRs erfordert eine enorme Flexibilität des Arrestins in der Erkennung der Rezeptoren, da nur zwei β-Arrestin-Isoformen ca. 800 verschiedene GPCRs regulieren.
Der phosphorylierte Rezeptor verdrängt den C-Terminus an der N-Domäne des Arrestins, der die inaktive Konformation des Arrestins stabilisiert. Die beiden Domänen des Arrestins drehen sich gegeneinander und der finger loop im zentralen Kamm des Arrestins wird freigelegt, der daraufhin den Transmembrankern des Rezeptors binden kann.
Das Arrestin bindet den Rezeptor an derselben Bindestelle wie die G-Proteine, wodurch die Signalweiterleitung durch G-Proteine unterbrochen wird (Desensitisierung). Im C-Terminus der β-Arrestine befinden sich außerdem Bindestellen für AP-2, wodurch dann letztendlich die Clathrin-abhängige Internalisierung des Rezeptors eingeleitet wird.

### Nicht-kanonische Interaktionen zwischen Rezeptor und β-Arrestin
Abgesehen von der oben beschriebenen kanonischen Interaktion zwischen GPCRs und β-Arrestinen existieren weitere Möglichkeiten der Wechselwirkung. Es ist beispielsweise möglich, dass β-Arrestine ohne einen phosphorylierten Rezeptor aktiviert werden. Außerdem können an Endosomen wohl ein G-Protein und ein Arrestin gleichzeitig an denselben Rezeptor binden.

## Medizinische Bedeutung
Etwa ein Drittel aller zugelassenen Arzneimittel wirken an GPCRs, weshalb die Kenntnis der Regulation von GPCRs durch β-Arrestine auch eine große medizinische Bedeutung hat.
So werden etwa schwerwiegende Nebenwirkungen von Opioid-Arzneistoffen durch die Aktivierung von β-Arrestinen verursacht, während ihre schmerzstillende Wirkung durch G-Proteine vermittelt wird. Sogenannte biased ligands, die selektiv G-Proteine aktivieren und nicht β-Arrestine, sind daher vielversprechende Kandidaten für Opioide mit reduzierten Nebenwirkungen.
Die Interaktion von Melanocortin 4-Rezeptoren mit β-Arrestinen hat Bedeutung für die Entstehung von Adipositas. Während Rezeptor-Mutanten mit geringerer Interaktion mit β-Arrestinen mit der Entstehung von Adipositas assoziiert sind, scheinen Rezeptor-Mutanten mit erhöhter β-Arrestin-Interaktion mit einer geringeren Wahrscheinlichkeit für Adipositas und Typ 2-Diabetes verbunden zu sein.